# カラビナ・イン・ブルー
『カラビナ・イン・ブルー』（carabiner in Blue）は、毎月第3月曜日の21:00 - 21:59に放送されている、京都リビングエフエム（84.5MHz）の番組。メインパーソナリティーは徳重英子。

## 概要
京都市伏見区のコミュニティーFM局・京都リビングエフエム（愛称エフエムはちよんご）にて、「あなたのブルーな心（ハート）に寄り添いたい」をテーマに2015年2月2日に第1回目の放送開始。

## 番組開催の経緯
カラビナ・イン・ブルー（第一章）
2014年春頃より番組の準備を開始し、2015年2月より、毎週月曜の21:00から21:29までの30分番組としてスタート。
2014年5月からは、放送を隔週（第一、第三月曜）の30分番組と変更した。
2016年6月20日を最後に、全37回に及んだ放送が一旦終了。
カラビナ・イン・ブルー（第二章）
2017年4月17日より、番組を毎月第三金曜日の放送、放送時間は21:00から21:59までの１時間枠として放送再開。
2017年8月21日の放送後、徳重の体調不良を理由に番組を一時休止。
副腎不全を克服し2018年に放送再開した。

## 番組の内容
番組メインパーソナリティーの徳重英子のHPには、番組のコンセプトを下記のように説明している。

## 使用楽曲
番組中、その日その日のテーマに沿ってたくさんの楽曲が使用されるが、1曲をフルに流す事はほとんどなく、楽曲をBGMにして曲の説明やリスナーへの語り掛けが多用されるのが特徴的である。

## パーソナリティー
メインパーソナリティー
徳重英子
サブパーソナリティー
坂根龍我
本郷亜貴子
大門一司